# Sant Joan de Castellonet
Sant Joan de Castellonet és una ermita d'estil romànic del poble d'Els Torrents, al municipi de Lladurs (Solsonès).
Està situada a una cinquantena de metres cap al sud-oest de la masia de Castelló. Tan sols en queden restes de l'absis i d'un mur lateral